# Trosly-Loire
Trosly-Loire ist eine französische Gemeinde mit 551 Einwohnern (Stand: 1. Januar 2022) im Département Aisne in der Region Hauts-de-France (vor 2016: Picardie); sie gehört zum Arrondissement Laon und zum Kanton Vic-sur-Aisne.

## Geografie
Die Gemeinde Trosly-Loire liegt zwölf Kilometer südlich von Chauny und etwa 34 Kilometer westsüdwestlich von Laon. Im Nordosten der Gemeinde verläuft der Oise-Aisne-Kanal im Ailette-Tal. Nachbargemeinden von Trosly-Loire sind Saint-Paul-aux-Bois im Nordwesten und Norden, Champs im Norden und Nordosten, Guny im Osten, Épagny im Süden, Vézaponin im Südwesten, Selens im Südwesten und Westen sowie Saint-Aubin im Westen.

## Geschichte
In den Jahren 909 und 927 fanden hier die Konzile von Trosly statt. 921 trat hier eine Synode zusammen. Erzbischof Herivaeus von Reims beanstandete 909, dass der weltliche Einfluss auf die Kirchen und Klöster überhandgenommen habe.

### Bevölkerungsentwicklung
| Jahr                       | 1962 | 1968 | 1975 | 1982 | 1990 | 1999 | 2006 | 2015 | 2022 |
| Einwohner                  | 621  | 560  | 587  | 609  | 623  | 621  | 583  | 611  | 551  |
| Quellen: Cassini und INSEE |      |      |      |      |      |      |      |      |      |

## Sehenswürdigkeiten

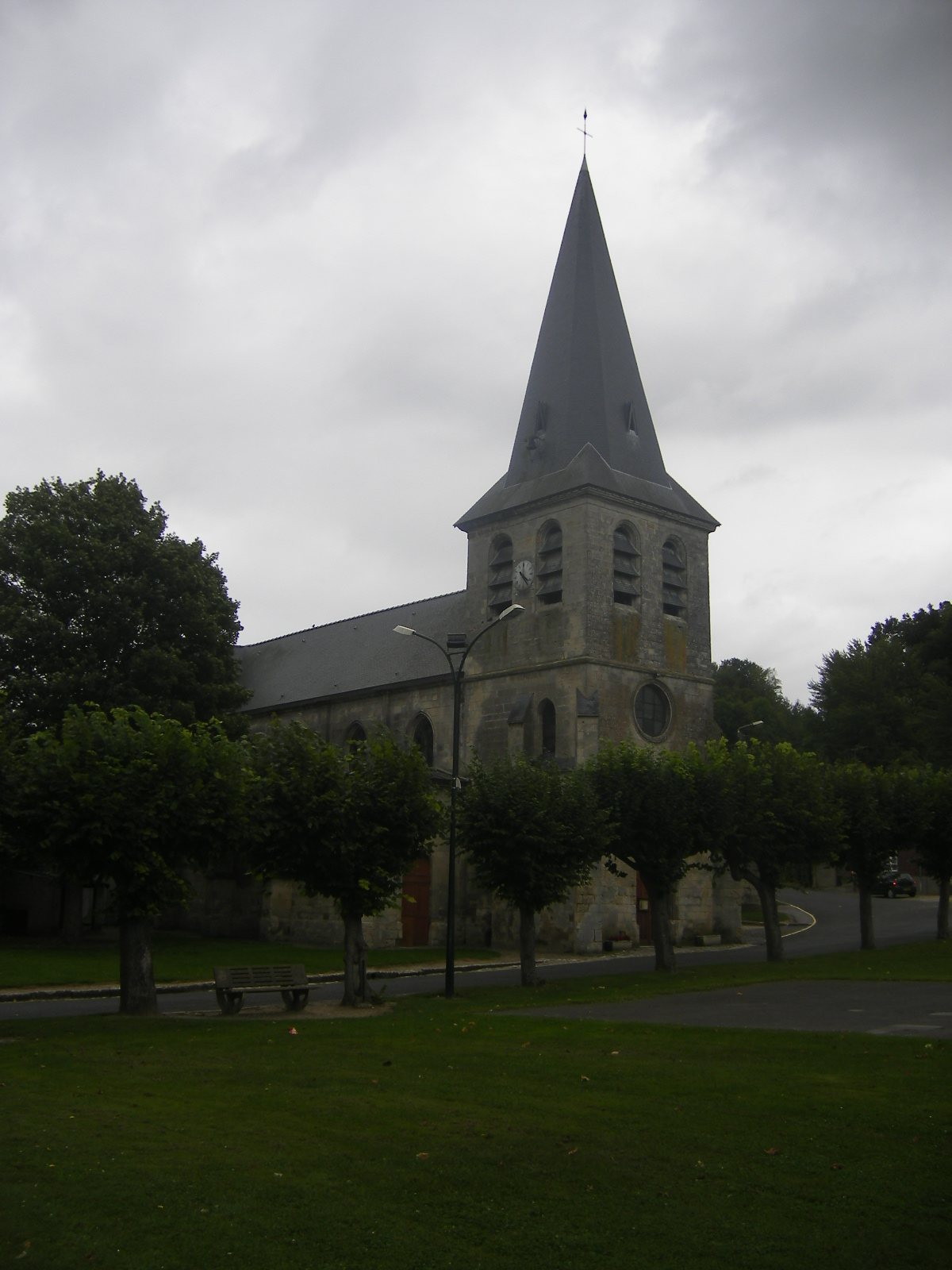
Kirche Saint-Pierre

- Kirche Saint-Pierre